# 溫宏康
溫宏康（Bruce Wen），台灣學生棒球運動員。桃園市人。曾效力新竹中學青棒隊、淡江大學棒球隊。

## 學歷
- 桃園縣私立大華高級中學國中部
- 新竹中學
- 淡江大學國貿系

## 經歷
- 2008年 -- 2008年第三屆薪火相傳盃大專乙組棒球邀請賽乙組（淡江大學棒球隊）
- 2009年 -- 97學年度全國大專院校棒球運動聯賽乙組（淡江大學棒球隊）
- 2010年 -- 98學年度全國大專院校棒球運動聯賽乙組（淡江大學棒球隊）

## 外部連結
- 溫宏康 台灣棒球維基館
- 淡江大學棒球隊 台灣棒球維基館 （页面存档备份，存于）